# Флаг сельского поселения Хворостянка
Флаг сельского поселения Хворостя́нка муниципального района Хворостянский Самарской области Российской Федерации.
Флаг утверждён 28 августа 2009 года и внесён в Государственный геральдический регистр Российской Федерации с присвоением регистрационного номера 5736.

## Описание флага
«Прямоугольное голубое полотнище с отношением ширины к длине 2:3, несущее фигуры герба поселения: белую развевающуюся ленту, нисходящую из верхнего угла у древка в нижний у свободного края и обвивающую жёлтый сноп».

## Обоснование символики
Флаг разработан на основе герба сельского поселения Хворостянка.
Планомерное заселение хворостянской земли состоялось в XVIII—XIX веках. Поток крестьян, испытывающих нужду в земле, шёл из центральных районов России.
Первое упоминание о селе относится к 1749 году, а уже спустя столетие Хворостянка была крупным торговым селом, в котором ежегодно проводилось несколько ярмарок. Плодородная земля привлекала многих и на протяжении всего уже многих лет сельское хозяйство является основой экономики Хворостянки. На флаге об этом свидетельствует изображение жёлтого хлебного снопа.
Сноп — традиционный символ плодородия, жизни, единения.
Жёлтый цвет (золото) — символ урожая, богатства, стабильности, уважения, интеллекта, жизненной энергии.
Белая лента отражает реку Чагра, на берегу которой расположено село Хворостянка.
Лента, обернувшая сноп, образно показывает значение реки в жизни местных жителей. Река долгое время была основной транспортной артерией, обслуживающей сельскохозяйственные ярмарки и производства Хворостянки.
Переплетение ленты и снопа образует подобие литеры «Х» — заглавной в названии сельского поселения.
Белый цвет (серебро) — символ чистоты, совершенства, мира и взаимопонимания.
Голубой цвет — символ чести, благородства, духовности.